# Bonloc
Bonloc település Franciaországban, Pyrénées-Atlantiques megyében. Lakosainak száma 371 fő (2022. január 1.). Bonloc Ayherre, Hasparren és Mendionde községekkel határos.

## Népesség
A település népességének változása:
| Lakosok száma | 371  | 369  | 366  | 372  | 366  | 366  | 369  | 369  | 367  | 371  |
|               | 2010 | 2013 | 2015 | 2016 | 2017 | 2018 | 2019 | 2020 | 2021 | 2022 |